# سونيا ألفاريز ليغويزامون
سونيا ألفاريز ليغويزامون (بالإسبانية: Sonia Álvarez Leguizamón)‏ (من مواليد 16 كانون الثاني/يناير 1954 فس سالتا) هي عالمة اجتماع وعالِمة أنثروبولوجيا أرجنتينية. حصلت سونيا ألفاريز 
على درجة البكالوريوس في العمل الاجتماعي من الجامعة الكاثوليكية في سالتا؛ ودرجة الماجستير في علم اجتماع التنمية من جامعة قرطبة الوطنية كما نالت شهادة الدكتوراه من جامعة إشبيلية في تخصّص الأنثروبولوجيا الاجتماعية والثقافية. أصبحت ألفاريز ليغويزامون عميدة كلية العلوم الإنسانية في جامعة سالتا وعُيّنت مديرةً لبرنامج الماجستير في السياسة الاجتماعية. عملت سونيا ليغويزامون على نطاقٍ واسعٍ مع برنامج البحوث المقارنة حول الفقر (CROP) على مدار الخمسة عشر عامًا الماضية؛ وإلى جانب كتابة بحثها الخاص عملت سونيا ألفاريز أيضًا كمحررةٍ للطبعة الثانية من كتاب تفسير الفقر.

## السيرة الذاتيّة
اشتهرت سونيا ألفاريز ليغويزامون بفضلِ عملها الكبير في مجال الفقر؛ فضلًا عن تخصصها في قضايا الأنثروبولوجيا الحضرية على المستوى الإقليمي؛ والعمل في الأنشطة الأكاديمية والعلمية كأستاذةٍ مشاركةٍ في كلية العلوم الإنسانية في جامعة سالتا الوطنية والتي عملت فيها أيضًا مديرةً لبرنامج الماجستير في السياسة الاجتماعية.
تشملُ أبحاثها موضوعات حول سياسات الأرجنتين الاجتماعية وتاريخها؛ التنمية في أمريكا اللاتينية؛ تحليل التنمية البشرية ودورها في السياسة البيولوجية كجزءٍ من بناء الحكومة النيوليبرالية وقضايا أخرى مثل عدم المساواة والفقر. عملت ألفاريز أيضًا كباحثة رئيسية في مشاريع مختلفة مع اليونسكو ومع منظمات محلية وأمميّة أخرى.

## قائمة أعمالها
هذه قائمة بأبرز أعمال سونيا ألفاريز ليغويزامون:
- العمل وإنتاج الفقر في أمريكا اللاتينية ومنطقة البحر الكاريبي: الهياكل والخُطَب والجهات الفاعِلة (بالإسبانية: Trabajo y producción de la pobreza en Latinoamérica y el Caribe: estructuras, discursos y actores)‏ عام 2005
- الفقرُ والتنميّة في أمريكا اللاتينية: الأرجنتين كمثال (بالإسبانية: Pobreza y desarrollo en América Latina. El caso de Argentina)‏ عام 2008[3][4]
- إنتاجُ الفقر الجماعي واستمراره في الفكر الاجتماعي لأمريكا اللاتينية (بالإسبانية: La producción de la pobreza masiva  y su persistencia en el pensamiento social latinoamericano)‏
- تحويل مؤسسات المعاملة بالمثلِ من الهبة إلى رأس المال الاجتماعي ومن «السياسة الحيوية» إلى «التركيز السياسي» (بالإسبانية: La transformación de las instituciones de reciprocidad y control, del don al capital social y de  la biopolítica a la focopolítica)‏ عام 2002
- الحكومة النيوليبرالية والسياسات الاجتماعية في بيرتولوتو ولاسترا: السياسات العامة والفقر في سيناريو ما بعد 2002 (بالإسبانية: Focopolitica y gubernamentalidad neoliberal, las políticas sociales en Bertololotto y Lastra  “Políticas públicas y pobreza en el escenario post 2002)‏ عام 2008
- الحكومة الليبرالية الجديدة والمستعمرات الجديدة والسياسات والاستراتيجيات الاجتماعية لمكافحة الفقر (من الشمال) وبدائل من الجنوب: حالة أمريكا الجنوبية ومنطقة البحر الكاريبي (بالإنجليزية: Neoliberal and Neo-Colonial Governmentality, social policies and Strategies against poverty (from the North,), alternatives from the South: The case of South America and the Caribbean)‏
- السياسة الحيوية الليبرالية الجديدة والتركيز السياسي في أمريكا اللاتينية وبرامج النقل المشروط في الصحافة في باربا (بالإسبانية: Biopolíticas neoliberales y  focopolítica en América Latina, los programas de transferencia condicionadas en prensa en Barba)‏
- عدمُ المساواة والسياسات الاجتماعية: بين وجهة نظر منظمة التعاون الاقتصادي والتنمية والاستعمار الجديد واستعمار الحاضر (بالإنجليزية: Inequality and social policies: between OECD view and Neo colonialism and coloniality of the present)‏
- تمثيل الفقر في الصحافة المهيمنة في الأرجنتين: كلارين؛ لا ناسيون؛ لا فوز ديل أنتريور (بالإنجليزية: Representations of poverty in the hegemonic press in Argentina: Clarín, La Nación and La Voz del Interior)‏
- محاربة الفقر وخطاب التنمية البشرية في سياق التعاون الدولي من أجل التنمية (بالإنجليزية: The fight against poverty and  Human Development discourse in the context of International Cooperation for development)‏